# 워크래프트 III: 레인 오브 카오스
《워크래프트 III: 레인 오브 카오스》(Warcraft III: Reign of Chaos, 혼돈의 지배)는 블리자드 엔터테인먼트가 2002년에 발표한 전략 게임(RTS)이다.
출시 당시 스타크래프트의 뒤를 이을 게임으로 기대되었고, 전 세계적으로 1,900만 장의 판매고를 올렸으며, 게임메신저 XFire의 통계에 의하면 2007년 북미와 유럽에서 가장 이용량이 많은 PC용 멀티플레이 전략 게임이다. 카운터 스트라이크와 더불어 ESWC(E-Sports World Cup) 등의 세계 유명 E스포츠 게임 대회에 정식 종목으로 활발히 채택되고 있다. IGN.COM에서 Game of the Year 2002 (Reader's choice)을 수상하였다.
워크래프트 III: 레인 오브 카오스가 발매된 후 그 확장팩인 워크래프트 III: 프로즌 쓰론이 발매되었다.

## 줄거리와 세계관
《워크래프트 III》는 2차 대전 이후를 배경으로 하고 있고, 로데론과 칼림도어, 아제로스와 노스렌드에서 일어나는 인간(Human), 오크(Orc), 언데드(Undead), 나이트 엘프(Night Elf)라 이름 붙여진 네 종족 사이의 주도권 다툼으로 인한 내분과 갈등 및 군사 충돌, 인간 왕국 로데론의 왕자인 아서스의 타락, 그리고 1편에서 살해당했으나 언데드 스컬지와 불타는 군단이라고 불리는 새로운 적들에 맞서 세상을 구원하기 위해 다시 등장한 예언자 '메디브'의 조언에 따라 나머지 종족들이 힘을 합친다는 내용을 주요 줄거리로 한다.

## 게임플레이
《워크래프트 III》의 기본적인 게임 전개는 플레이어가 자원을 모아 건물을 짓고 테크 트리를 발전시키며 유닛을 생산해 상대방과의 전투에서 승리하는 것이다. 상대와의 전투에서 승리하려면 다양한 전략을 수립해야 하고, 적의 전략에 효과적으로 대응하려면 각종 업그레이드와 기지 확장을 통한 효율적인 자원 관리와 유닛의 증감과 인구수 지원건물의 파괴 등에 의한 인구수 관리가 필요하다. 또한 종족별로 저마다의 특징이 있고, 모든 유닛의 공격력과 방어력은 ‘가위-바위-보’형식의 강약이 있기 때문에 전략 수립에 영향을 미친다.
각 종족에는 ‘버프’와 ‘디버프’ 개념이 모두 들어있는데, 아군의 능력을 상승시키는 영웅의 오오라나 마법유닛의 마법이 존재하며, 아군에게 해롭거나 적군에게 이로운 마법을 소멸시키는 마법 또한 존재한다.

## 새로 추가된 시스템
- 영웅 시스템: 블리자드의 RTS게임들 중 최초로 시나리오 모드가 아닌 멀티플레이 게임에서 사용이 가능한 영웅 시스템이 도입되었다. 플레이어들은 워크래프트 III에 존재하는 네 가지의 진영 각각에 존재하는 3기씩의 독특한 영웅 유닛을 생산할 수 있다. 영웅들은 일반 유닛에 비해 강한 힘을 지니고 있고, 적군이나 크립을 잡아 경험치를 획득할 수 있으며, 아이템을 지니거나 사용할 수 있다. 또한 일정량의 경험치를 획득하면 마치 롤플레잉 게임처럼 레벨업을 하는데, 레벨업 시 새로운 스킬을 사용할 수 있게 된다.
- 우호적 중립건물: 누구나 이용 가능한 중립 건물들이 추가되었다. 용병 캠프, 고블린 연구소에서는 추가적인 유닛을 고용할 수 있으며 고블린 상점에서는 영웅이 사용할 아이템을 구입 할 수 있다. 치료의 샘으로 대표되는 주변에 있을시 체력/마력(혹은 둘 다)을 회복시켜주는 회복형 건물도 존재한다.
- 적대적 중립: 적대적 중립유닛인 '크립'은 죽이게 되면 영웅의 레벨업을 가능하게 하는 경험치와 각종 아이템, 소량의 금을 제공한다.
- 낮과 밤: 맵에서는 시간개념이 도입되어 낮과 밤이 계속 바뀌게 된다. 밤에는 낮보다 유닛의 시야가 줄어들게 되며, 나이트엘프의 경우는 은폐와 체력회복이 가능해진다. 아군유닛이 낮에 크립에게 가까이 가게되면 공격을 받지만, 밤에 잠을 자지 않는 소수의 크립들을 제외하고는 모두 잠이 들게 되어 크립사냥에 도움이 된다.
- 건물 선택과 건설: 다수의 건물을 유닛처럼 부대단위로 선택할 수 있으며, 건설이나 소환 예약도 가능해져 일꾼 한 기로 여러 건물을 플레이어가 예약한 순서대로 만들 수 있다.

## 종족별 특징
워크래프트 III에는 ‘인간’, ‘오크’, ‘언데드’, ‘나이트 엘프’ 네 가지 종족이 존재한다. 인간 연합과 오크 호드는 초기작과 2편을 걸쳐 개근으로 등장했고 언데드 스컬지와 나이트 엘프 센티넬은 3편에서 처음으로 등장했다.

### 휴먼
얼라이언스는 인간, 드워프(워크래프트 2와 달리, 노움은 연합에 참가할 수 없었다.), 하이 엘프가 연합한 종족이다. 그러나 유닛들의 방어력이 그다지 높지 않고, 영웅 유닛들도 초반에는 그리 강하지 않지만 중반 이후에는 타 종족에 비해 가장 강력한 공격력을 가진 병력이나 영웅의 선택에 따라 가장 높은 방어력을 가진 병력도 구성할 수 있다. 얼라이언스는 건물 건설 시 다수의 일꾼을 동원해 추가적으로 자원을 소모하는 대신 건설시간을 대폭 줄일 수 있고, 가장 높은 수치의 건물 방어력 업그레이드를 보유하고 있다.
| 장점 - 모든 군사 유닛의 효율이 좋아 연구할 수 있는 전략의 폭이 매우 넓다. - 농부(피전트)가 민병대(밀리샤)로 일정시간 동안 무장하면 초반 정찰이나 적 병력의 소규모 침입 시에 수비하는데 도움이 된다. - 건물이 튼튼하며 방어용 건물인 방어탑(가드 타워)의 성능이 매우 우수하여 어디에서든 유용하게 쓸 수 있다. - 다른 종족과 다르게 공성병기를 효율적으로 사용할 수 있다. 드워프 족 박격포 대(모탈 팀)는 이동속도가 좋으며 생체 유닛이기 때문에 사제(프리스트)의 회복을 받는 등의 장점이 있다. 드워프 족 증기 전차(스팀 탱크, 확장팩에서는 공성 전차로 바뀜)는 건물만 공격 가능하다는 단점이 있지만 굉장히 튼튼하며 건물 파괴력이 매우 우수하기 때문에 전략 운용에 있어 핵심이 된다. - 영웅인 달라란 대마법사(아크메이지)와 드워프 족 산왕(마운틴 킹)은 인간의 핵심 영웅이며, 인간 연합의 공격력 보조에 큰 도움을 준다. 특히 아크메이지의 광휘의 오라(브릴리언스 오라)로, 마법 유닛들과의 조합이 뛰어나다. - 건물을 지을 때에 일꾼을 여러 명 동원할 수 있으며, 이때는 그만큼 자원 소비가 많지만 초반 멀티를 쉽고 빠르게 할 수 있다. - 4종족 중 방어력이 가장 높은 상급 유닛인 드워프 족 그리폰 기수(그리폰 라이더)와 기사(나이트)를 보유하고 있다. - 하이 엘프 족 사제(프리스트)는 아군 유닛과 동맹군 유닛을 치료할 수 있고, 적군이 사용한 마법 등을 해제할 수 있으며 하이 엘프 족 여마법사(소서리스)는 적 유닛의 행동력을 느리게 하거나 적 유닛을 중립 생물(양)로 바꿔버린다. (영웅, 기계, 마법 면역 유닛과 레벨6 이상 중립 유닛 제외.) - 드워프 족 1인승 헬기(자이로콥터, 확장팩에서는 비행기로 바뀜)는 속도가 빠르고 정찰에 매우 유용하며, 폭탄 업그레이드를 하면 지상과 공중 유닛을 모두 공격할 수 있고 공중 생명체에 강하다. 때문에 공중을 점거하기가 가장 편하다. - 블러드 엘프 족 마법 파괴자(스펠 브레이커, 확장팩)는 기존의 다른 마법사와는 다르게 높은 공격력을 가지고 있고 마법 면역이 있으며, 마법 탈취(스펠 스틸)와 되먹임(피드백)을 사용하여 다른 마법사들에게 대항할 수 있다. | 단점 - 다른 종족에 비해 비교적 고도의 게임 통제 능력을 필요로 하며, 지형 방어를 잘해야 한다. - 유닛들의 전체적인 기동성은 떨어지는 편이다. - 대부분의 경기에서 멀티를 지어야지만 안정적인 운용이 가능하다. - 다른 종족들보다 유닛들의 평균 체력 수치가 적기 때문에 전면전에 약한 모습을 보인다. 이는 인간 연합이 전면전보다 게릴라, 건물 파괴, 방어건물 건설 등의 수단을 선택하게 되는 요인이 되며 이로 인하여 전략선택에 있어 제한을 받게 된다. - 성기사(팔라딘)는 주력으로 활용하기 어려운 보조형 영웅에 가까우며, 주력 영웅 유닛이 모두 전사할 경우 게임에서 패배할 가능성이 높아진다. - 저가의 유닛들이 주력이 되기 때문에 자원 대비 유닛의 성능비가 다소 떨어지는 편이다. 이로 인하여 확장기지가 사실상 강제되게 된다 |

### 오크 호드
오크 호드는 오크, 트롤, 타우렌과 와이번이 연합한 종족으로서 방어력과 체력이 높은 지상 유닛을 이용해 지상 접근전에서 우위를 점할 수 있다. 오크 마법 유닛의 능력들은 시너지 효과를 내는 경우가 많기 때문에 공격속도와 기동력을 극대화 할 수 있다. 전작까지는 포악하고 피에 굶주려 있으며 사악한 마법을 사용했지만, 3편부터는 악마의 저주에서 해방되면서 강령술과 흑마법이 엄격히 금지되고 자연 정령계와 부두교 마법을 사용하는 설정으로 바뀌었다. 유닛이 비싸고, 생산시간이 길어졌으며, 지상 유닛은 공격력, 방어력, 내구력이 좋으나 공중 유닛은 방어력과 내구력이 낮다.
| 장점 - 다른 종족에 비해서 주 영웅이 차지하는 비중이 높다. 타우렌 족장(타우렌 칩튼)은 체력이 높고 유용한 스킬인 전투 진동과 충격파, 아군이나 동맹군의 이동, 공격속도를 높여주는 오오라를 가지고 있다. 선견자(파시어)는 초반 견제가 강력하고 마법공격이 강하다. 검귀(블레이드 마스터)의 견제 역시 매우 강력하며 치명타(크리티컬 스트라이크)의 존재로 인해 시간이 흐르면 더더욱 강력해지는 모습을 보여준다. - 그런트는 초반에 강력한 견제가 가능하고 높은 체력을 통해 후반에도 탱커로써의 역할을 수행 가능하다. - 오크는 초반 유닛들의 체력이 많고 검귀의 공격력은 초반부터 높다. - 와이번 기수(확장팩에서는 바람기수로 바뀜)는 공중전에 대항하기 위한 공중 유닛이며, 독창(인베넘드 스피어) 기술이 매우 효과적이다. - 투석기(캐타펄트, 확장팩에서는 파괴전차로 바뀜)는 공성 병기 중 가장 높은 공격력을 가지고 있다. - 침략에 실패하면 재건이 오래 걸리지만 대신 강력한 유닛들로 빨리 병력을 보완할 수 있다. - 트롤 의술사(트롤 위치 닥터)는 지팡이를 꽂아 시야를 넓히거나 적군을 마비시키고, 아군 및 동맹군 유닛을 치료한다. - 서리늑대 부족 늑대 기수(레이더)는 기동력이 좋아 게릴라전에 유용하다. 또한 그물로 적 유닛을 꼼짝 못하게 만들 수 있고 공중 유닛을 지상으로 끌어내려 아군 대지 유닛이 공격할 수 있게 해준다. - 코도 비스트는 공격력 업그레이드는 불가능하나 적 유닛을 삼킬 수 있고 주변에 북을 쳐 공격력을 올릴 수 있다. - 일꾼(피언)은 버로우안에 들어가서 공격이가능하다 - 약탈(필리지)능력을 통해서 건물 공격으로 돈을 벌 수 있으며 이는 공세를 취하는 오크가 상대적으로 자원 관리에 신경을 덜 쓸수 있게 해준다 | 단점 - 공중 유닛이 매우 적다.(확장팩에서는 건물 대비 공성 공격에 특화된 트롤 박쥐 기수가 추가되었다.) - 검귀의 공격력에 의존하는 만큼 검귀의 레벨이나 아이템에 따라서 경기의 승패가 크게 기운다. - 일꾼 견제를 막기 위한 건물 배치건설이 보편화되어 적의 일꾼을 없애기가 어려워졌다. - 와이번 기수와 타우렌의 추가 시점에서, 적에게 치명타를 입히지 못하면 후반에 게임이 어려워진다. - 후반이 되면 대부분 중무장과 비무장(사실상 원본에서는 비무장 방어 형태가 없기 때문에 경무장) 방어 형태가 대부분인 오크는 상급 유닛간 대결에서 상성이 좋지 않다. - 인간 연합의 그리폰 기수와 기사, 나이트 엘프의 키메라, 언데드 스컬지의 서리고룡(프로스트 웜)에 비해서 오크의 상급 유닛은 지상 공격 전용인 타우렌이 전부이다. - 일반 공격과 관통 공격이 상당히 강력하지만 오크 유닛들은 주술사(샤먼)와 트롤 의술사를 제외하고는 마법형 공격 유닛이 없고, 마법 유닛들을 잘 지켜야 경기에서 승리할 확률이 높아진다. - 주력 영웅의 의존도가 높은 만큼(특히 검귀) 이들을 잃게되면 전투 수행력이 크게 감소하게 된다. - 오크 버로우의 방어타입이 건물이 아닌 대형이기 때문에 파괴되기가 쉬워 견제에 매우 취약하다. |

### 언데드 스컬지
언데드 스컬지는 리치왕에 의하여 굴복된 죽은 생물을 일으켜 노예로 부리는 종족으로서 효율적인 유닛의 종류는 적은 편이지만 다른 종족들에 비해 초반부터 강력한 영웅진으로 이를 보완하고 있다. 그러나 비교적 체력이 낮은 유닛들이 많고, 인간 연합보다 더 손이 많이 간다. 확장 기지를 건설하는 데에 다른 종족보다 많은 시간과 자원이 소모된다. 건물은 일꾼 유닛이 소환하는 방식이며, ‘블라이트’라는 오염된 지형 위에서만 소환할 수 있다.
| 장점 - 모든 유닛은 블라이트 위에서 더 빨리 체력을 회복할 수 있다.(구울과 누더기골렘은 식인 기술로도, 가고일은 석상 변신기술로도 체력회복 가능) - 강령술사(네크로맨서)는 시체를 이용한 해골 물량전이 가능하다. 또한, ‘약화(크리플)’로 적 유닛의 이동속도와 공격력을 대폭 줄일 수도 있다. - 구울은 초반 공격 유닛이지만 조수가 불가능한 나무 채취가 가능하기 때문에 가격이 싸고 체력이 많이 깎인 경우 ‘식인(카니발라이즈)’로 체력을 회복할 수 있다. - 밴시를 이용하여 비영웅 적 유닛과 적대적 중립 유닛을 아군으로 만들 수 있다(공중 유닛, 기계 유닛, 영웅, 레벨6 이상 중립 유닛과 유령형 중립 유닛, 소환물과 마법 면역 유닛은 제외). 이로 인해 최대 4종족을 같이 플레이할 수 있다. - 영웅인 죽음의 기사(데스 나이트, 2세대)의 ‘죽음의 고리(데스 코일)’와 리치의 ‘서리 파동(프로스트 노바)’의 조합은 엄청난 피해를 줄 수 있다. - 죽음의 요새(네크로폴리스)를 망자의 전당(홀 오브 더 데드)업그레이드하면 영혼의 탑(스피릿 타워)과 함께 적을 방어할 수 있다. - 수행사제(애콜라이트)는 건물을 짓고 나서 곧바로 다른 일을 할 수 있으며, 엉뚱한 곳에 잘못 소환했거나 필요없는 건물을 돌려 보내 그 건물 가격의 50%에 해당하는 자원을 다시 받을 수 있다. 또한, 조수를 희생의 제단(새크리파이셜 핏)에서 희생시켜 적군에게는 보이지 않는 정찰 유닛 그림자 망령(쉐이드)으로 사용할 수 있다. - 언데드는 강한 상급 공중 유닛인 서리고룡(프로스트 웜)을 보유하고 있다. 죽은 청룡의 골격으로 제작된 서리고룡은 ‘얼음 입김(프리징 브리스)’을 배우고 난 뒤, 적군 건물을 공격할 때 얼려버림으로서 생산이나 업그레이드 기능을 일시적으로 멈추게 할 수 있다. - 네루비안 족 지하마귀(크립트 핀드)는 ‘그물(웹)’을 발사하여 공중 유닛들을 끌어내릴 수 있다. | 단점 - 효율적인 유닛의 종류가 적으며, 유닛들의 조작이 어려워서 인간 연합보다 더욱 고도의 능력이 필요하고, 장기전에 매우 약하다. - 사멸도시와 저주받은 금광(헌티드 골드 마인)을 제외한 나머지 건물은 ‘블라이트’ 위에서만 소환할 수 있다. - 나스레짐 족 공포의 군주(드레드 로드)는 보조형 영웅에 불과하고, 주력 영웅인 죽음의 기사와 불사체가 전사하면 언데드는 게임에서 패배할 가능성이 인간 연합보다도 높아진다. - 누더기골렘(어보미네이션)은 체력이 1175로 꽤 높지만 상급 유닛 치고는 공격력이 그다지 높지 않다(공격력 증가 업그레이드 비적용 시에는 36, 공격력 증가 업그레이드 적용 시에는 48). - 기계 유닛인 시체 마차(미트 웨건)와 흑요석 조각상(옵시디언 스테츄)을 제외하면 언데드 유닛은 전부 인간 연합의 영웅 유닛 성기사의 ‘성스러운 빛(홀리 라이트)’에 약하다. - 강령술사를 이용하려면 시체를 많이 이용해야 하며, 약화를 사용하려면 마나를 큰 폭으로 소비할 수밖에 없다. - 강력한 상태이상을 활용하는 주력 마법 유닛이 없다. - 해골들은 소환이 쉬운 만큼 굉장히 약하며 무효화 마법에 취약하다. - 가고일은 생명체에 한해서 공중 유닛에는 강하지만 인간 연합의 소총수(라이플맨), 오크 호드의 트롤 인간사냥꾼(헤드헌터), 나이트 엘프의 궁수(아처)에게 약하다. 또한, 기계인 자이로콥터에는 맥없이 무너진다. - 서리고룡의 인구수와 가격이 높고, 생산시간이 상당히 길다. - 밴시가 적 유닛을 ‘소유(포제션)’ 하는 동안에 죽으면 소유 기술이 취소된다. - 죽음의 기사(데스 나이트)의 죽음의 고리(데스 코일)와 부정의 오라(언홀리 오라)를 통한 체력수급이 가능하지만 이 죽음의 기사를 잃을경우 회복수단이 블라이트 위에 대기하는 것 뿐이여서 기동력이 제한되게 된다. |

### 나이트 엘프 센티넬
나이트 엘프는 센티넬, 사제, 자연 정령, 반신종족이 연합한 종족으로서 기동성과 장거리 공격, 마법에 중심을 두고 있다. 유닛들의 방어형태가 비무장이기 때문에 공성공격과 관통공격에 특히 약한 약점이 있지만, 전체적으로 주 사용 유닛의 기동이 뛰어나며 드라이어드를 제외한 여성 유닛은 기본적으로 밤에 자신의 모습을 숨길 수 있다. 방어용 건물은 다른 종족에 비해서 효율이 떨어지는 편이지만 에인션트 계열(살아있는 나무) 건물들이 근접 공격을 하는 것으로 방어용 건물의 약함을 보충하고 있다. 이 건물들이 뿌리를 들고 일어나면 이동까지 가능해지지만 방어 형태가 건물에서 중장갑으로 바뀌기 때문에 공성 공격을 제외한 다른 형태의 공격(특히 마법)에 취약해진다.
| 장점 - 영웅인 악마사냥꾼(데몬 헌터)를 이용해서 강력한 견제와 화력을 도모할 수 있다. - 여사냥꾼(헌트리스)과 영웅 달의 여사제(프리스티스 오브 더 문)의 정찰 마법으로 시야를 넓게 확보할 수 있다. - 강한 지상공격 전용 상급 공중 유닛인 키메라를 보유하고 있다. - 히포그리프는 공중 유닛이자 대공 근거리 유닛이지만 궁수(아처)가 올라타면 지상과 공중 유닛을 모두 공격할 수 있게 된다. - 갈퀴발톱의 드루이드(드루이드 오브 탤런)의 ‘회오리(싸이클론)’마법으로 적군 유닛을 공중에 띄워 한 동안 움직이지 못하게 할 수 있다. 곰발톱 사제(드루이드 오브 클러)는 ‘리쥬버네이션(활력)’ 마법으로 낮 시간대에도 아군 유닛을 치료할 수 있으며, 달의 샘(문 웰)도 마력만 충분하다면 언제든지 아군 유닛의 체력과 마력을 공급할 수 있다. - 드리야드(드라이어드)는 마법 면역이 있어서 마법 유닛에 강하며 공격을 할 때마다 ‘감속의 독(슬로우 포이즌)’을 퍼뜨려 그것에 맞은 적 유닛은 행동이 한동안 느려진다. - 일꾼인 위습은 목재를 채취하기 위해 기지로 왕복할 필요가 없으며 위급할 때에는 자폭(디토네이트)을 사용하여 체력을 떨어뜨리고 소환 유닛을 괴멸시킨다. - 산악거인(마운틴 자이언트, 확장팩)은 마법 면역이 있어서 마법 유닛에 강하며, 방어력 증강 내공 기술도 가지고 있다. 또한 나무 제거용으로도 쓰인다. - 발톱의 드루이드(드루이드 오브 클러)는 강력한 곰으로 변신하여 육탄전과 공성전 양면으로 매우 강력한 면모를 보이며, 생산성도 무척 좋다. | 단점 - 1티어에서는 뽑을 만한 유닛이 궁수밖에 없으며, 타워의 성능도 별로 좋지 않다. - 감시관(워든, 확장팩)과 악마사냥꾼을 제외한 나머지 두 영웅인 숲의 수호자(키퍼 오브 그로브)와 달의 여사제의 성능이 매우 형편없다. - 지상 유닛은 방어력이 낮고 공성 공격에 특히 취약하다. - 사제 유닛은 일반 상태로 두면 내구력이 낮지만 마법을 쓸 수 있는 반면, 동물 형태로 변한 경우에는 내구력은 높지만 마법을 쓸 수 없다. - 유닛들이 밤에만 치유되며 나이트 엘프의 회복을 담당하는 달의 샘(문 웰)도 밤에만 마력이 차오른다. - 키메라는 지상 유닛과 건물만 공격할 수 있기 때문에 공대공 및 지대공 아군 유닛의 보호가 필요하다. - 산악거인은 방어 형태가 중장갑(Heavy)이 아닌 보통(Medium)이기 때문에 장기전에 약하다. |

## 2가지 자원
워크래프트 III에서는 2편에서만 나왔던 ‘석유’가 삭제되고 시리즈에 고정적으로 등장하던 ‘금’과 ‘나무’라는 두 가지 형태의 자원을 지원한다. 나무에 비해 금은 희소성도 있고, 노동력을 아무리 많이 투입해도 생산량이 아주 크게 증가하지 않는다.
보통 나무는 40~50 그루가 주어진다. 나무 하나를 한번 채취하면 10(인간의 농민, 오크의 노동자), 5(나이트 엘프의 혼령), 20(언데드의 구울), 200(고블린 절단기)씩 축적된다. 나이트 엘프를 제외하면 여러 일꾼 유닛들은 하나의 나무를 동시에 채취할 수도 있다. 금과 마찬가지로 나무도 한계치가 있지만, 금은 금광 한 곳에서만 캘 수 있는 것과 달리 나무는 여러 그루이기 때문에 일반적으로 나무를 채집하는 일꾼 유닛이 많아질수록 시간당 채취량이 증가하는 것을 볼 수 있다.
금의 경우, 일반적으로 하나의 금광에는 일꾼 유닛을 한번에 5기까지 배치하는 것이 가장 채취량이 많다. 얼라이언스와 호드 한정으로 거리가 가까운 경우 그 이상 일꾼 유닛을 투입해도 채취량은 올라가지 않게끔 되어 있기 때문에 금의 시간당 채취량은 항상 일정하다.
게임에는 유닛의 생산을 한정 짓는 한계 수치(인구수)가 존재하는데, 금은 유지비 상태에 따라서 축적량이 달라지게 된다. ‘유지비 없음’(유닛 수가 40 이하인 경우)에서는 10, ‘낮은 유지비’(유닛 수가 40 이상인 경우 세금 30%)에서는 7, ‘높은 유지비’(유닛 수가 70 이상인 경우 세금 60%)에서는 4로 채취량이 줄어든다.
이러한 특성으로 인해 금은 나무에 비해 항상 부족하다. 때문에 금의 채취량을 늘리려면 금광을 추가로 확보해야 한다. 또 게임에 등장하는 강력한 고급 유닛들은 많은 액수의 금을 필요로 한다.

## 개발 과정
《워크래프트 III》는 많은 게임 개발 프로젝트와 마찬가지로 험난한 과정을 거치면서 개발되었다. 워크래프트 III의 개발 과정 중에 눈여겨볼 사항은 자사의 타 게임의 엔진을 통해 게임을 만들기 시작했다는 것과 개발 과정 도중에 게임의 형태가 많이 변했다는 것이다. 개발과정에서 지적된 여러 사항은 종족간의 형평성 문제 등으로 인해 개발팀이 더 낫다고 생각되는 쪽으로 모두 변경되었다.

## 온라인 플레이
워크래프트 III는 활기찬 온라인 커뮤니티와 함께 게임을 즐길 수 있다. 무료 서비스인 배틀넷을 통해 아제로스 (미국 동부), 로데론 (미국 서부), 칼림도어 (아시아), 노스렌드 (유럽) 서버에서 각각 해당 지역의 다른 플레이어들과 게임을 즐길 수 있다.

## 시나리오 맵
블리자드 엔터테인먼트는 스타크래프트 다음으로 개발한 RTS 게임인 워크래프트 III가 발매되기 전 공개한 FAQ 자료에서 스타에디트의 큰 성공으로 인해 사용자 정의 맵의 가능성에 주목하게 되었다고 밝히기도 하였다. 실제로 블리자드 엔터테인먼트는 워크래프트 III에서 기본 개념은 스타에디트와 같지만 더 강력한 확장성과 세부적인 설정이 가능한 '워크래프트3 캠페인 에디터'를 선보였다. 특히 스킨, 모델의 사용으로 완전히 다른 게임을 만들어 낼 수도 있었다. 이로 인해 워크래프트 III 또한 많은 시나리오 맵이 등장하였는데 그 중 AOS(공성) 계열맵인 오리지널 DOTA를 수정한 맵인 '카오스'가 대한민국에서 큰 인기를 끌고 있다. 그 밖의 인기있는 시나리오 맵으로는 '파이트 오브 캐릭터즈', '페이트 어나더', '문명대전', '동물랜덤블러드' 등이 있다.
워크래프트 III는 카오스나 파오캐(파이트 오브 캐릭터즈)같은 유즈멥 이외에도 아라티 켐페인, 포세이큰 켐페인, 스컬지의 부활, 나가 켐페인 신규 켐페인과 모드 등 다수의 유저제작 컨텐츠들이 있다.http://www.hiveworkshop.com/forums/maps.php, http://www.epicwar.com/maps/
, https://maps.w3reforged.com/

## 평가
| 통합 점수      | 통합 점수 |
| 통합사         | 점수      |
| -------------- | --------- |
| 메타크리틱     | 92/100    |
| 평론 점수      |           |
| 평론사         | 점수      |
| 게임프로       | 5/5       |
| 게임스팟       | 9.3/10    |
| IGN            | 9.3/10    |
| PC 게이머 (US) | 94%       |

| 위키데이터에서 편집하기 |
| ----------------------- |

## 같이 보기
- 아서스: 리치왕의 탄생
- 워크래프트 3의 등장인물 목록

## 주해
1. ↑   일반적으로 게임 중 경기자는 계속해서 일꾼 유닛을 생산하므로 결과적으로 시간당 채취량은 2차 함수의 모양이 된다. 즉, 플레이어는 일꾼 유닛을 계속 생산하는 방법을 통해 나무의 채취량을 늘릴 수 있다.